# Ferruccio Capuzzo
Ferruccio Capuzzo (Sambughè, 22 gennaio 1892 – Egitto, 1925) è stato un militare e aviatore italiano, particolarmente distintosi nel corso della Grande Guerra come comandante di varie squadriglie. Dopo la fine del conflitto fu nominato comandante dell'aviazione della Cirenaica, partecipando alle operazioni di riconquista della Libia. Decorato con due medaglie d'argento e una di bronzo al valor militare.

## Biografia
Nacque a Sambughè, frazione di Preganziol, il 22 gennaio 1892, figlio di Raimondo e di Adelinda Marin. Dopo aver frequentato l'istituto tecnico "Riccati" a Treviso iniziò a frequentare la Regia Accademia Militare di Artiglieria e Genio di Torino dove fu allievo volenteroso e dotato, tanto che venne ammesso al pagamento di mezza retta, e da cui uscì nel 1913 con il grado di sottotenente di artiglieria.
Inquadrato inizialmente nel 15º Reggimento artiglieria da campagna, il 25 marzo 1915 passò al 35º Reggimento artiglieria da campagna. Allo scoppio della Grande guerra entrò nella 10ª Squadriglia Farman come osservatore; da subito impegnato sul fronte isontino, si distinse nelle varie azioni e il 9 settembre 1915 fu promosso tenente venendo insignito della medaglia di bronzo al valor militare. Nel gennaio successivo divenne capitano, e il 19 marzo prese parte al bombardamento della stazione ferroviaria di Borgo Oliveto, nei pressi di Gorizia. Nel mese di aprile la sua squadriglia fu trasferita da Santa Maria la Longa a Villaverla, posta a disposizione della 1ª Armata, venendo quindi rinominata 27ª Squadriglia Farman.
Il 20 aprile 1916 fu trasferito alla 34ª Squadriglia, al comando del capitano Leopoldo De Rada, di stanza al campo d'aviazione di Krionero, nei pressi di Valona sul fronte albanese. Anche qui ebbe modo di distinguersi durante attacchi e ricognizioni, tanto da conseguire la medaglia d'argento al valor militare.
Il 9 febbraio 1917 lasciò l'Albania per attendere alla scuola di idrovolanti di Sesto Calende e poi a quella di Orbetello dove conseguì il brevetto di pilota. Il 15 ottobre 1918 fu nominato comandante del 2º Raggruppamento idrovolanti di Napoli, il 25 ottobre passò a quello della 2ª Squadriglia Idrovolanti di base a Grado, assegnata alla Regia Marina.
Nei giorni della disfatta di Caporetto fu nuovamente in prima linea: dopo aver tentato di contrastare l'avanzata nemica, dovette abbandonare la base del suo idroscalo a Grado, riuscendo a portare a Venezia quasi tutti gli apparecchi. Poco dopo fu istituita la 263ª Squadriglia con sede a Porto Corsini, di cui divenne comandante, dirigendo ricognizioni sull'alto Adriatico. Il 5 gennaio 1918 ebbe un incidente aereo mentre volava su un FBA (5719), insieme al sergente Antonio Rapp e al sottotenente Giacinto Baratozzi, nel corso di una missione di ricognizione.
Con l'entrata in guerra degli Stati Uniti d'America, il 24 luglio 1918 la base di Porto Corsini fu ceduta all'US Navy. La scelta suscitò le sue proteste e quelle dei suoi uomini ma, alla fine, la Squadriglia venne smembrata tra le altre unità italiane.
Il comandante fu assegnato a capo della 281ª Squadriglia con sede a Giardini di Taormina ma, desideroso di tornare in prima linea, venne il 26 ottobre spostato alla testa 23ª Squadriglia stanziata presso l'aeroporto di Istrana ed equipaggiata con i ricognitori Pomilio P.E.. Il reparto ebbe modo di distinguersi nel corso della decisiva battaglia di Vittorio Veneto.

### Dopoguerra
Con la fine delle ostilità la Squadriglia venne sciolta ed egli fu assegnato alla 1ª Compagnia Deposito Squadriglie. Per un periodo diresse i campi-scuola di Orbetello per gli idrovolanti e Cascina Malpensa per gli aerei terrestri, poi, nel luglio 1919, fu posto a capo della 31ª Squadriglia aeroplani di Bolzano di San Giovanni al Natisone, con il compito di eseguire spedizioni fotografiche per documentare il nuovo confine con l'Austria. Dal dicembre 1919 fu alla testa della 39ª Squadriglia aeroplani e il 10 marzo successivo divenne comandante interinale del Gruppo Aeroplani Ricognizione Tattica e Strategica.
Tra il 1920 e il 1921, a causa del ridimensionamento delle forze armate seguito alla fine del conflitto, trascorse un periodo di aspettativa alla ricerca di nuove opportunità lavorative. Viaggiò in nelle Indie britanniche e poi raggiunse le Indie Olandesi, soggiornando a Giava e Sumatra rientrando in Patria nel dicembre 1921 venendo destinato al 3º Raggruppamento Autonomo Aeroplani, divenendo poi comandante di una delle squadriglie.

### Riconquista della Libia
Il 10 ottobre 1923, in occasione dell'istituzione della Regia Aeronautica, lasciò l'esercito ed entrò nello Stato Maggiore della nuova arma.
Dopo aver conseguito il grado di maggiore il 7 ottobre 1924 partì da Siracusa sbarcando a Bengasi due giorni dopo, assumendo il comando dell'aviazione della Cirenaica. In quel periodo la colonia libica stava attraversando un periodo complicato: approfittando della prima guerra mondiale, le popolazioni indigene si erano ribellate e al termine del conflitto l'Italia controllava solo la fascia costiera tra Tripoli e Zuara. Con l'ascesa del governo Facta cominciò la riconquista.
Anche in questo caso egli dimostrò grande dedizione e coraggio; pur essendo comandante, lasciava volentieri la direzione a un sostituto per poter partecipare in prima persona alle operazioni. Successe anche il 24 novembre 1924, quando lasciò il comando al capitano Natale Giambalvo per eseguire una ispezione sui campi d'aviazione della Marmarica che gli valse la concessione della Croce di Cavaliere dell'Ordine della Corona d'Italia.

### Morte
Il 23 febbraio 1925, alla testa di un equipaggio composto dal tenente pilota Antonio Ferrari, dal tenente osservatore Edoardo Bussarelli e dal sergente motorista Amedeo Gargiulo, decollò da Bengasi con un Caproni Ca.3 per raggiungere Tobruk, Anseat, e Esc Scegga ed ispezionare le squadriglia che operavano nella zona di confine con l'Egitto. Dopo aver fatto tappa a Tobruk, di loro si persero le tracce il 27 febbraio, quando ripartirono dal ridotto Maddalena, presso Esc Scegga, dove avevano fatto rifornimento.
L'indomani, non avendo raggiunto come previsto l'oasi di Giarabub, iniziarono le ricerche dei dispersi. Solo diverso tempo dopo si seppe dalle autorità egiziane che l'aereo di Capuzzo era atterrato, probabilmente per errore, al di là del confine.
Il 6 aprile una squadriglia ebbe il permesso di perlustrare la zona di confine e il tenente Emilio Liberati localizzò l'apparecchio sul confine egiziani 20 chilometri a est di Mas Rab Seperzen e 90 chilometri a sud della ridotta di Esc Scegga. Liberati constatò che, a causa di un guasto al motore, l'equipaggio aveva effettuato un atterraggio d'emergenza senza che l'aereo risultasse danneggiato. Esaminando le tracce dei dintorni, si constatò che il gruppo si fosse allontanato dalla zona, imbattendosi poi in una carovana di cammellieri a circa otto chilometri dal luogo dove si trovava il Caproni. Si pensò che questi ultimi li stessero accompagnando sani e salvi verso la costa. L'aereo venne recuperato il 15 maggio.
L'8 giugno, ancora su indicazione degli egiziani, si venne a sapere del ritrovamento delle salme dei quattro aviatori, a circa 150 km a sud-sud-est Sollum. La commissione istituita dal Ministero delle colonie concluse che il gruppo era stato trucidato a colpi di corpi contundenti da dei predoni.
In seguito Capuzzo fu decorato con una seconda medaglia d'argento al valor militare, con la croce al merito di guerra, le insegne di ufficiale dell'ordine coloniale della Stella d'Italia. A lui fu inoltre intitolata la ridotta Capuzzo, che diverrà nota durante la campagna del Nordafrica della seconda guerra mondiale. Inoltre gli fu intitolato l'aeroporto di Tobruk e una via a Treviso.

### Fonti
1. 1 2 3 4 5 6 7 8  Antonellini 2008, p. 144.
2. 1 2 3 4  Mancini 1936, p. 158.
3. ↑  Antonellini 2008, p. 145.
4. 1 2 3 4 5  Antonellini 2008, p. 146.
5. 1 2  Antonellini 2008, p. 147.
6. ↑  Antonellini 2008, p. 148.
7. 1 2 3 4 5  Antonellini 2008, p. 149.
8. 1 2 3 4 5  Antonellini 2008, p. 150.
9. 1 2 3 4  Antonellini 2008, p. 151.
10. 1 2 3 4 5 6  Antonellini 2008, p. 152.
11. 1 2 3 4 5 6  Antonellini 2008, p. 153.